# La Unión (tổng)
La Unión là một tổng trong tỉnh Cartago, Costa Rica. Tổng này có diện tích 44,83 km², dân số năm 2008 là 91090 người..